# Monterosi
Monterosi é uma comuna italiana da região do Lácio, província de Viterbo, com cerca de 1.939 (Cens. 2001) habitantes. Estende-se por uma área de 10,75 km², tendo uma densidade populacional de 180,37 hab/km². Faz fronteira com Nepi, Sutri, Trevignano Romano (RM).

## Demografia
| Variação demográfica do município entre 1861 e 2011                               |
|                                                                                   |
| Fonte: Istituto Nazionale di Statistica (ISTAT) - Elaboração gráfica da Wikipedia |